# Psychotria parimensis
Psychotria parimensis är en måreväxtart som beskrevs av Julian Alfred Steyermark. Psychotria parimensis ingår i släktet Psychotria och familjen måreväxter. Inga underarter finns listade i Catalogue of Life.